# Česlovas Šopys
Česlovas Šopys (14. Dezemberjul. / 27. Dezember 1910greg.; † 1943) war ein litauischer Fußballspieler.

## Karriere
Česlovas Šopys spielte 1933 mindestens für ein Jahr bei FK Sveikata Kybartai, einem Verein der in Kybartai an der Grenze der ehemaligen deutschen Provinz Ostpreußen beheimatet war. Von 1934 bis 1938 spielte er beim MSK Kaunas, einer Betriebsmannschaft des Fleischunternehmens Kauno maistas. 1935 wurde er mit der Mannschaft Litauischer Meister.
Im Juli 1933 debütierte Šopys in der Litauischen Fußballnationalmannschaft gegen Estland. Mit der Auswahl nahm er in Jahren 1935, 1937 und 1938 am Baltic Cup teil. Insgesamt absolvierte er 16 Länderspiele für die Litauische Nationalmannschaft.